# Sendung ohne Namen
Die Sendung ohne Namen (SoN) ist eine Fernsehsendung des ORF, gekennzeichnet durch ihre thematisch weitgespannte Handlung mit assoziativen Bildbeiträgen, begleitet von einer kritischen, teils ironischen Off-Sprecherstimme. 

## Entstehung
Das Sendungskonzept ist an den mehrfach preisgekrönten Kurzfilm Funkenmariechen im Weltall von David Fourier aus dem Jahr 1997 angelehnt. Entwickelt wurde es von David Schalko und Fred Schreiber. Weitere Autoren der Sendung sind die Kabarettisten Martin Puntigam und Clemens Haipl (auch ein Drittel des Projekt X) sowie die Gestalter Sebastian Brauneis, Marie Kreutzer, Leopold Lummerstorfer und Thomas Grusch.
David Schalko ist ebenfalls der Regisseur und Konzeptionist von Sunshine Airlines und Kupetzky, bei Dorfers Donnerstalk mit Alfred Dorfer führte er Regie. Fred Schreiber ist Moderator bei FM4 und Sänger der Band Die falschen Freunde.
Von 17. Oktober 2002 bis 26. April 2007 lief die Sendung fast jede Woche und erfreute sich einer ständig wachsenden Fangemeinde.
Im Jahr 2003 wurde das Fernsehkonzept mit dem österreichischen TV-Fernsehpreis Romy ausgezeichnet.

## Ausstrahlung und Fankontakt
Die Sendung wurde im Rahmen der Programmschiene Donnerstag Nacht gezeigt. Nach der dritten Staffel, die im Jänner 2005 auslief, wurde eine Kreativpause eingelegt. Fans vermuteten schon die Einstellung der Sendung, blieben aber mangels offizieller Stellungnahme im Ungewissen. Ab 6. Oktober 2005 sendete der ORF weitere Folgen der SoN. Am 13. Oktober wurde die 75. Sendung ausgestrahlt.
Am 16. März 2006 wurde eine erneute Pause eingelegt. Eine Fortführung der Sendung, bis zur mindestens 100. Sendung, wurde allerdings von den Machern selbst in der letzten ausgestrahlten Sendung sowie auf einem „Fest ohne Namen“ versprochen.
Ein „Fest ohne Namen“ (kurz FoN) ist eine Zusammenkunft von SoN-Fans in einer von den Machern ausgewählten Lokalität. Dabei präsentieren die Autoren, die anwesend und für den offenen Gedankenaustausch mit den Fans bereit sind, ihr neuestes Werk – meist mit einer Minute „Vorsprung“ vor der offiziellen ORF-Ausstrahlung. Das FoN findet jeden ersten Donnerstag eines Ausstrahlungsmonats in einer Wiener Lokalität statt, die einige Tage zuvor von Fred Schreiber im Forum der SoN-Website bekannt gegeben wird.
Seit 5. Oktober 2006 wurde die Sendung wieder auf ORF 1 ausgestrahlt. Allerdings wurden die geplanten 14 Folgen vom ORF auf fünf reduziert. Am 28. Dezember wurde die 100. Sendung ausgestrahlt. Das Jubiläum wurde mit einem Special begangen, in dem in kleinen Spielszenen auf satirische Weise „hinter die Kulissen geblickt“ wurde.
Die Sendung ohne Namen beteiligte sich auch am Themenschwerpunkt Klimawandel des ORF in der Woche vom 22. bis 27. Jänner 2007. Am 25. Jänner enthielt die Sendung dementsprechend Assoziationen, die im engeren und weiteren Sinne mit Wetter, Klima und Klimawandel zu tun hatten.
Die Sendung ohne Namen wurde am 26. April 2007 mit der 114. Folge und einer Wiederholung der ersten Folge nach fünf Jahren eingestellt. Bereits zwei Tage später wurde durch Fans die „Petition ohne Namen“ zur Wiedereinführung der Sendung initiiert.
Die letzten Folgen erreichten 130.000 (12. April), 146.000 (19. April) und 139.000/115.000 Zuseher (zwei Folgen am 26. April), was 9 bis 12 Prozent Marktanteil entsprach und somit stets hinter den Zahlen der anderen Sendungen der Donnerstag Nacht zurücklag (Die 4 da erreichte im selben Zeitraum 224.000 bis 286.000 Zuseher bei 11 bis 15 Prozent Marktanteil; Dorfers Donnerstalk erreichte am 26. April 342.000 Zuseher und 13 Prozent Marktanteil).
Am 26. Juli 2007 erklang in der ebenfalls von David Schalko produzierten Sendung Willkommen Österreich die Stimme aus dem Off in einem knapp fünfminütigen Beitrag zum Thema Wasser.
Am 17. Juli 2012 wurde offiziell bestätigt, dass ab September 2012 12 neue Folgen der Sendung im ORF zu sehen sein werden, was ab dem 18. September 2012 auch geschah.

## Logo
Das Logo der Sendung ohne Namen war ein dem Prozentzeichen % ähnelndes Symbol. Es sollte ursprünglich auch als Titel dienen, doch dem stellten sich Hürden in den Weg, und so wurde der Sendung ein aus diesem Umstand abgeleiteter Titel verpasst. Anfängliche Versuche, die Sendung durch Mitbestimmung der Zuschauer umzubenennen, schlugen fehl, somit behielt die Sendung ihren Namen endgültig.

## Konzept
Die Autoren schaffen durch den geschickten Einsatz von Filmausschnitten, Musikstücken, Interviews von Prominenten und einzelnen Texten eine neue Form von Erzähltechnik ähnlich einer freien Assoziationskette. Ein (nie sichtbarer) Erzähler führt den Zuseher durch die Sendung und erzählt dabei seine Gedanken zu bestimmten Ereignissen oder Dingen. Die dabei behandelten Themen waren sowohl aktuelles Tagesgeschehen im In- und Ausland, als auch weltgeschichtliche Ereignisse aus Gesellschaft, Politik, Wissenschaft, Kultur usw. Während die Off-Stimme (gesprochen von Fred Schreiber) den Hauptteil der Sendung bildete, wurden dazugehörige Bilder gezeigt – von geradlinig unterstützend über assoziative Wortspiele und Interpretationen nahelegend bis auf unterschiedlichste Weise kontrastierend oder konterkarierend. Die zeitweilig erscheinenden Inserts (Namen, Alternativbezeichnungen, Daten und Fakten, Zitate usw.) komplettieren die Informationsflut mit ergänzenden Kommentaren oder stellen eine eigene Handlung auf.

## Audiovisuelle Elemente
Die Filmausschnitte sind teilweise selbst gedreht, teilweise auch Ausschnitte aus dem ORF-Archivmaterial und bekannten Filmen. Die Prominenten (häufig Musiker und Bands) werden zu den behandelten Themen interviewt und können auch neue Gedanken dazu beitragen, ebenso wie die Inserts.

## Episoden
1. Sie wollen jetzt sicher wissen, was es da zu sehen gibt. (17. Oktober 2002)
2. Ich weiß immer noch nicht genau, … (24. Oktober 2002)
3. … ach, Geschenke … (31. Oktober 2002)
4. Stellen Sie sich vor … (7. November 2002)
5. Musik, Musik, Musik (21. November 2002)
6. Es ist doch immer das gleiche… (28. November 2002)
7. Das Gute und das Böse! (5. Dezember 2002)
8. Es geht um den „Film“ ... (12. Dezember 2002)
9. Weihnachten (19. Dezember 2002)
10. Ministerium der Liebe (2. Jänner 2003)
11. Ausgehen tut doch jeder (9. Jänner 2003)
12. Gregorianischer Kalender und Christoph Columbus (16. Jänner 2003)
13. Schifahrer und Ihre Rechte (23. Jänner 2003)
14. Wie wenig überraschend Fernsehen sein kann. (30. Jänner 2003)
15. Es geht um SEX! (5. Februar 2003)
16. Pantophobie ist die Angst vor allem. (13. Februar 2003)
17. Am Anfang war das Wort. (20. Februar 2003)
18. Sex Sex Sex Sex Sex!!! (6. März 2003)
19. Angst vor der Zukunft? (13. März 2003)
20. Listen, Wetten und das Frühjahr (20. März 2003)
21. Freunde? Haben Sie welche? (27. März 2003)
22. Was ist Kunst??? (3. April 2003)
23. Fernsehen! Fernsehen! Fernsehen! (10. April 2003)
24. Wollen Sie mehr über Ostern wissen? (17. April 2003)
25. Lügen (24. April 2003)
26. Bin ich jetzt alt? (15. Mai 2003)
27. Blühender Wahnsinn (22. Mai 2003)
28. Vatertag! (5. Juni 2003)
29. Vorbeugemaßnahmen für Wintergrippe (12. Juni 2003)
30. Graue Haare (26. Juni 2003)
31. Der 11. September! (11. September 2003)
32. Western – Ein Mann muss tun was ein Mann tun muss! (18. September 2003)
33. Man ist was man isst … (25. September 2003)
34. Haben Sie eine Karriere vorzuweisen? (2. Oktober 2003)
35. Haben Sie es gerne französisch? (9. Oktober 2003)
36. You’ve gotta fight – for your right - to PAAAAAARTY! (16. Oktober 2003)
37. Schlafen ist gesund und macht schön!!! (23. Oktober 2003)
38. Morgen ist Weltspartag (30. Oktober 2003)
39. Die Geschichte der Menschheit in 25 Minuten ... (6. November 2003)
40. Wer ist der „James Last“ von Brasilien? (13. November 2003)
41. Eine Million Euro (20. November 2003)
42. Schifahrer und Ihre Rechte (27. November 2003; Wiederholung vom 23. Jänner 2003)
43. Pop (4. Dezember 2003)
44. Historische Romane und die „Geschichte“! (11. Dezember 2003)
45. Schmerzen (18. Dezember 2003)
46. Er ist einer von uns. (8. Jänner 2004)
47. Familienfeste (15. Jänner 2004)
48. Einfallslos!?! (22. Jänner 2004)
49. Haben auch Sie ein Grundstück am Mond? (29. Jänner 2004)
50. Wir feiern die 50. Ausgabe der „Sendung ohne Namen“! (5. Februar 2004)
51. Die Deutschen (12. Februar 2004)
52. Tittytainment! (26. Februar 2004)
53. Wer bin ich? Was bin ich? Bin ich? (4. März 2004)
54. Wie lange ist ein Tag (11. März 2004)
55. Die Evolution des Arbeitsplatzes (18. März 2004)
56. Meine Apologie!!! (25. März 2004)
57. Allergien (1. April 2004)
58. Spezial – Festivalzeit Teil 1 (13. August 2004)
59. Spezial – Festivalzeit Teil 2 (20. August 2004)
60. Mainstream (23. September 2004)
61. Extremismus (30. September 2004)
62. Gastfreundschaft (7. Oktober 2004)
63. Pop (14. Oktober 2004)
64. Arroganz (21. Oktober 2004)
65. Wie fühlt es sich an ein Huhn zu sein? (28. Oktober 2004)
66. Die 60er Jahre (4. November 2004)
67. Krieg und Frieden! Teil 1 (11. November 2004)
68. Wien, nur Wien (25. November 2004)
69. Die größten Erfinder und Erfindungen (2. Dezember 2004)
70. Thomas Bernhard als Gast (9. Dezember 2004)
71. Krieg und Frieden! Teil 2 (16. Dezember 2004)
72. Schönheit (13. Jänner 2005)
73. Ich bin unzufrieden (20. Jänner 2005)
74. Fernsehen und Revolution! (6. Oktober 2005)
75. Die Stimme aus dem Off zum Jubiläum (13. Oktober 2005)
76. Unbeliebte Tiere (20. Oktober 2005)
77. Das Sehen (27. Oktober 2005)
78. Liebe und Melancholie (3. November 2005)
79. Weg (10. November 2005)
80. Ahnenforschung (17. November 2005)
81. Der freie Wille (24. November 2005)
82. Österreich (1. Dezember 2005)
83. Das schlechte Gewissen (15. Dezember 2005)
84. Schenken (22. Dezember 2005)
85. Binsenweisheiten (12. Jänner 2006)
86. Superstars (19. Jänner 2006)
87. Älter werden (26. Jänner 2006)
88. Globalisierung (2. Februar 2006)
89. Fasching (9. Februar 2006)
90. Der liebe Gott hat einen Tagtraum (2. März 2006)
91. Urlaub im Winter (9. März 2006)
92. Tierliebe (16. März 2006)
93. Er hat’s nicht leicht der Fußball – Teil 1 (8. Juni 2006)
94. Er hat’s nicht leicht der Fußball – Teil 2 (29. Juni 2006)
95. Wiederholungen (5. Oktober 2006)
96. Freier Wille (12. Oktober 2006)
97. Wie konservativ sind wir (19. Oktober 2006)
98. Ersatz (2. November 2006)
99. Romantik (9. November 2006)
100. Silvester Special (28. Dezember 2006)
101. 100. Sendung ohne Namen (11. Jänner 2007)
102. Bildung (18. Jänner 2007)
103. Klimawandel (25. Jänner 2007)
104. Fasching Special (8. Februar 2007)
105. Sie (22. Februar 2007)
106. Das Paradies (1. März 2007)
107. Wer ist Schuld an der Popmisere in Österreich? (8. März 2007)
108. Copy & Paste (22. März 2007)
109. Witze (29. März 2007)
110. Schluss machen (5. April 2007)
111. Werbung (12. April 2007)
112. Hikikumori (19. April 2007)
113. Abschied (26. April 2007)
114. Die Welt im Taumel (18. September 2012)
115. Zitate (25. September 2012)
116. Inseln (2. Oktober 2012)
117. Political Correctness (9. Oktober 2012)
118. Europa (30. Oktober 2012)
119. Gemütlichkeit (6. November 2012)
120. Bärte (13. November 2012)
121. Rausch (20. November 2012)
122. Alter (28. November 2012)
123. Fortschritt (4. Dezember 2012)
124. Humor (11. Dezember 2012)
125. Generationen (18. Dezember 2012)
126. Musik (8. Jänner 2013)
127. Angenommen, Sie hätten ein Genital, das alle drei Tage nachwächst, was hieße das für Ihren Alltag? Angenommen, Sie müssten nicht atmen, nicht essen und bräuchten keinen Sex, wäre Ihr Leben noch lebenswert? Angenommen, es gebe eine Sendung ohne Namen, die sich ausschließlich dem Leben im Angenommenen widmet, würden Sie sich diese ansehen? (9. April 2013) – In der "Sendung ohne Namen" geht es diesmal um Möglichkeiten und ihre Konsequenzen.[5]
128. Himmel (16. April 2013)
129. Kreuzzug (23. April 2013)
130. Eskapismus (30. April 2013)
131. Paradox (7. Mai 2013)
132. Halluzinationen (21. Mai 2013)
133. Müdigkeit (28. Mai 2013)
134. Amerika. Go west, go St. Pölten. (4. Juni 2013)
135. Lärm (11. Juni 2013)
136. Chaos (18. Juni 2013)
137. Gesichter (25. Juni 2013)